# Vladimir Mancsev
Vladimir Mancsev (bolgár nyelven: Владимир Манчев) (Pazardzsik, 1977. október 6. –) bolgár válogatott labdarúgó, edző.

## Válogatott
A válogatott tagjaként részt vett a 2004-es Európa-bajnokságon.

## Sikerei, díjai
- CSZKA Szofija
  - Bolgár szuperkupa: 2008